# Persönlichkeitstheorie Typ A und Typ B
Das Persönlichkeitskonzept Typ A und Typ B beschreibt zwei gegensätzliche Persönlichkeitstypen. In dieser Hypothese werden Persönlichkeiten, die „wettbewerbsorientierter“, „besser organisiert“, „ehrgeiziger“, „ungeduldiger“, „zeitbewusster“ oder „aggressiver“ sind, als Typ A bezeichnet, während „entspanntere“, „aufgeschlossenere“, weniger „neurotische“ und „hektischere“ Persönlichkeiten als Typ B bezeichnet werden.
Die beiden Kardiologen Meyer Friedman und Ray H. Rosenman, die diese Theorie entwickelten, gelangten zu der Überzeugung, dass Persönlichkeiten vom Typ A ein höheres Risiko hätten, eine koronare Herzkrankheit zu entwickeln. Aufgrund der Ergebnisse weiterer Studien und erheblicher Kontroversen über die Rolle der Tabakindustrie bei der Finanzierung früherer Forschungen auf diesem Gebiet lehnen einige den Zusammenhang zwischen der Typ-A-Persönlichkeit und koronarer Herzkrankheit entweder teilweise oder vollständig ab. Nichtsdestotrotz hatte diese Forschung einen erheblichen Einfluss auf die Entwicklung des Fachgebiets Gesundheitspsychologie, in dem Psychologen untersuchen, wie sich der psychische Zustand einer Person auf die körperliche Gesundheit auswirkt.